# フィリピン独立法
フィリピン独立法（フィリピンどくりつほう）は、1934年3月24日にアメリカ議会において成立した法律。別名、タイディングス・マクダフィー法。

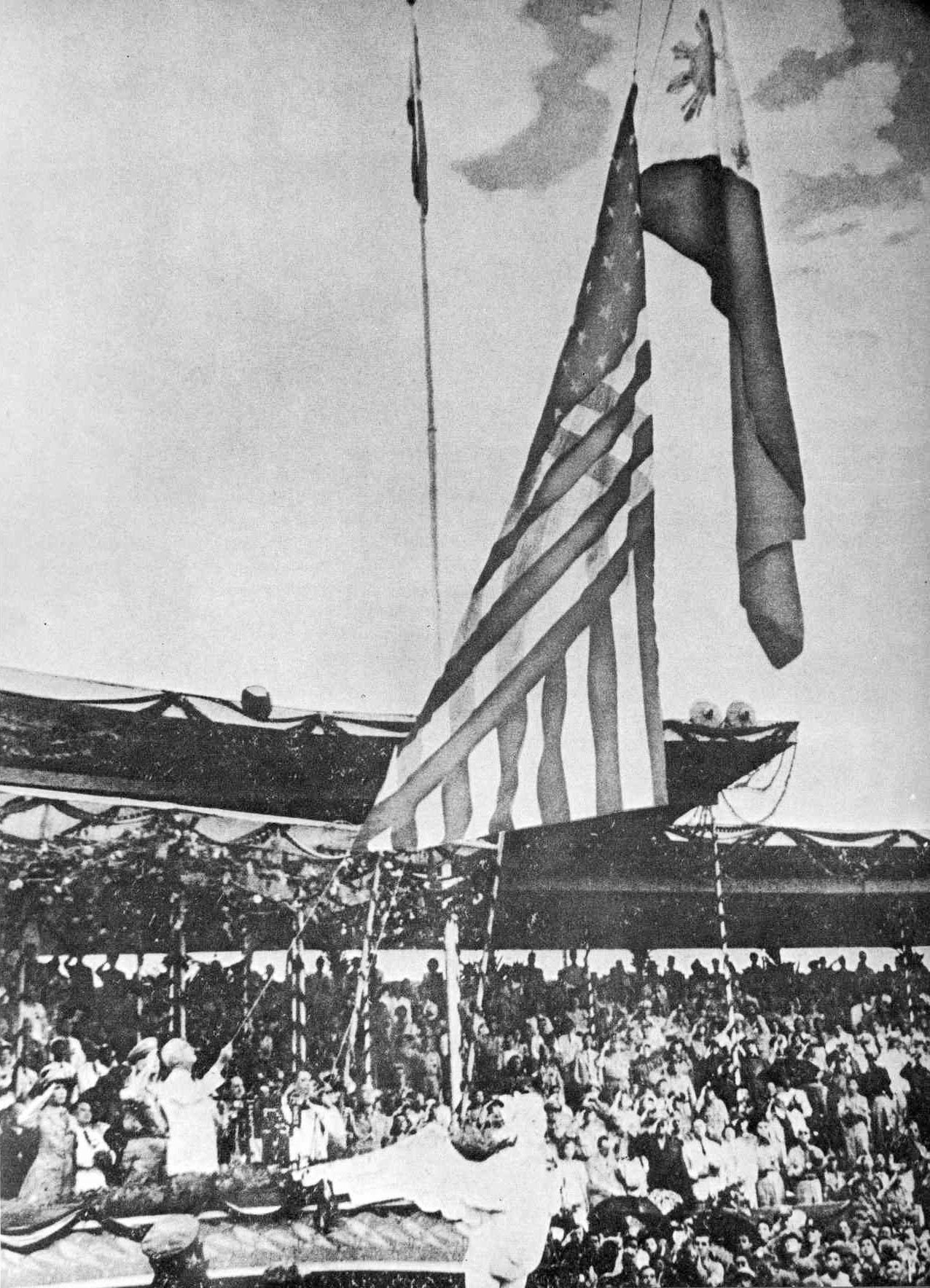
第三次フィリピン共和国がアメリカ合衆国より独立（1946年7月4日）

法律の中身は10年後の7月4日にフィリピンを独立させるというもので1935年11月に独立準備政府（フィリピン・コモンウェルス）が発足し、マニュエル・ケソンが大統領に就任した。
その後、1941年に太平洋戦争が勃発し、1942年にマニラが日本によって占領され、ケソンはアメリカに亡命した。そして、ホセ・ラウレルフィリピン共和国第3代大統領が翌1943年10月14日にフィリピン第二共和国を樹立し独立を宣言した。1945年の日本敗戦に伴い、独立を失いアメリカの植民地に戻ることを余儀なくされることとなったが、1946年のマニラ条約で、フィリピン・コモンウェルスの組織を引き継ぎ、戦前から約束されていたフィリピン第三共和国が再独立した。戦後再びアメリカからの独立が実現したのは、1946年7月4日のことである。